# Jan Svärd
Jan Svärd, född 1941, är en svensk socialdemokratisk före detta kommunalpolitiker, författare och samhällsdebattör i Malmö. 
Byggnadsplåtslagare 1957-1964, ombudsman för SSU Skåne 1965-69, ombudsman för Svenska Bleck & Plåtslagareförbundet 1968-70, ombudsman för socialdemokraterna i Lund 1970-1972, för Örebro läns partidistrikt 1972-1974, Malmö Arbetarekommun 1974-76.
Svärd blev ersättare i Malmö kommunfullmäktige 1976 och var ordinarie ledamot 1979–89. Åren 1977–85 var han även gatunämndens ordförande och kommunalråd för gatu- och fritidsroteln.
Han har varit ordförande i Malmö Trafiksäkerhetsförening.
Svärd har varit ordförande för Socialdemokratiska EU-kritikers Skåneavdelning. Tidigare ordförande (2002-2019) för den gränsöverskridande Öresunds socialdemokratiska förening. Flitig debattör på tidningars debatt och insändarsidor.
Är författare  och skriftställare. Han har givit ut ett flertal böcker. Bland dessa Svanslöst.  Blåställ. Henrik Menander - Arbetets son. Med verkligheten som drivkraft. Med röd glöd. August Palm - Skräddaren som förvandlade Sverige. Vi på Kockums. SkrivFront.  Barnböckerna: ... och så kom Ledde. Roffe och Respekten. Diktsamlingarna: Samla Dej samt Sinnesippringar, 
Skrivit 17 och producerat revyer + folklustspel, som uppförts på teatern MUSAfällan på Väster samt även kulturhuset KulturKnuten i Malmö.  
Tillsammans med hustrun Anita Aagesen-Svärd köpte de Frälsningsarméns kyrka på Spångatan i Malmö som de  byggde om och drev som ett kulturhus kallat KulturKnuten. Det har därefter döpts om till Jeriko  och Babel.  